# Echoes (filme)
Echoes é um filme norte-americano do gênero terror supernatural, dirigido por Nils Timm. Lançado em 2014, foi protagonizado por Steven Brand, Kate French e Kevin Brewerton.